# علف‌انبانی زیرسرده دودریچه
علف‌انبانی زیرسرده دودریچه (نام علمی: Utricularia subg. Bivalvaria)، یک زیرسرده از جنس علف‌انبانی است. در اصل توسط ویلهلم سولپیز کورز در سال ۱۸۷۴ توصیف شد. در تک‌نگاشت پیتر تیلور در سال ۱۹۸۹ در مورد این جنس، او زیرسرده را به مترادف تحت بخش الیگوسیستا (Oligocista) کاهش داد، تصمیمی که بعداً در پرتو مطالعات تبارزایی مولکولی تغییر کرد و زیرجنس بازسازی شد.